# Vallon des Chantoirs
Vallon des Chantoirs är en dal i Belgien.   Den ligger i provinsen Liège och regionen Vallonien, i den östra delen av landet, 100 km öster om huvudstaden Bryssel.
I omgivningarna runt Vallon des Chantoirs växer i huvudsak blandskog. Runt Vallon des Chantoirs är det ganska tätbefolkat, med 83 invånare per kvadratkilometer.